# Hinüber (Adelsgeschlecht)

Das Wappen derer von Hinüber

Die Familie Hinüber, 1765 bzw. 1775 geadelte von Hinüber, lässt sich seit dem 16. Jahrhundert in Deutschland nachweisen. Die bedeutendsten Zeugnisse ihres Wirkens finden sich in Niedersachsen.

## Geschichte

### Heiligenhaus und Breslau
Die Familie stammt ursprünglich aus dem Herzogtum Berg und erscheint erstmals urkundlich 1398 mit Heyne Daerover zu Hetterscheidt bei Heiligenhaus. Die Familie bewirtschaftete im Mittelalter als freie Landsassen über mehrere Generationen „einen nicht unbedeutenden Hof“, ein „sogenanntes Behandigungsgut“ der Reichsabtei Werden, die sich heute im Stadtgebiet von Essen findet.(→ Karte) Lewe Henover (Heynover) zu Hetterscheidt ist 1434 bis 1437 urkundlich belegt. Die sichere Stammreihe beginnt mit Neveld (Arnold) Hen Oever, der 1554 nach dem Tode des Dietrich ten Oever vom Abt von Werden mit dem Gut Henoever zu Hetterscheidt belehnt wird.
Nach einem Erbfall wurde zwischen den Söhnen ein Vergleich geschlossen; die beiden Nachgeborenen verließen daraufhin das Gut Hinüber und wanderten aus; einer davon nach Breslau. (→ Karte)

### Niedersachsen

#### Hannoversches Postwesen
Zu Beginn des 17. Jahrhunderts wanderte ein Zweig der Familie nach Niedersachsen ein. Von Hildesheim aus (→ Karte) gründete sie – mitten im Dreißigjährigen Krieg – 1640 „die erste Landespost des Herzogtums Braunschweig-Lüneburg, aus der etwa hundert Jahre später die kurfürstlich hannoversche Staatspost hervorging.“
Die Familie betrieb eine eigene Heiratspolitik: Durch Einheiratung in befreundete Postmeisterfamilien sollte zunächst der Berufsstand und das Familienunternehmen geschützt werden. Spätere Einheiratungen in Amtmann-Familien festigten die Teilhabe am Bildungsbürgertum. So gehörte die Hinübersche Familie schon zu Beginn des 18. Jahrhunderts in den engeren Kreis der sogenannten „Hübschen Familien“ von Hannover.
Inzwischen war Mitte des 17. Jahrhunderts der Hinüber’sche Posthof vor dem Steintor von Hannover zum Stammsitz der Familie geworden – und blieb dies für bald drei Jahrhunderte.(→ Karte)
Seit Beginn des 18. Jahrhunderts war das Amt des Hannoverschen Postmeisters über Generationen innerhalb der Familie weitergegeben worden,
darunter an
- Rütger Hinüber (um 1600–1665), begründete von Hildesheim aus das hannoversche Postwesen[2]
- Hans Hinüber (1618–1680), „Fürstlich Osnabrücker-Braunschweiger-Lüneburger Postmeister“[5]
- Ernst Andreas Hinüber (1693–1758), den Vater von[1]
- Jobst Anton von Hinüber (1718–1784),[1] Jurist, Postmeister, Amtmann, Wegebauintendant sowie Landwirtschaftsreformer
- Gerhard von Hinüber (1752–1815), Postmeister und Amtmann[2]

#### Landwirtschaft
- Jobst Anton von Hinüber war 1764 Gründungsmitglied der „Königlich großbritannische kurfürstlich braunschweig-lüneburgische Landwirtschaftsgesellschaft“, erprobte die englischen Bewirtschaftungsmethoden „und galt als Multiplikator dieses modernen Gedankengutes […] insbesondere […] bei den Anfängen der Gemeinheitsteilungen 1766“. Nach Hinübers Tod folgte der mit der Hinüberschen Familie befreundete Albrecht Daniel Thaer in die Leitung der Landwirtschaftsgesellschaft.[2]

#### Chausseebau und Hinüberscher Garten
Jobst Anton von Hinüber und später sein Sohn Gerhard von Hinüber waren – „nach heutigem Sprachgebrauch“ – die ersten Präsidenten der hannoverschen Straßenbauverwaltung. Bis zum Jahr 1815 leiteten sie, während das hannoversche Ingenieurscorps, anfangs unter dem Kapitänleutnant Anton Heinrich du Plat, für die Vermessung und den Bau der Chausseen zuständig war, „die erste zentrale Straßenbauverwaltung im nordwestdeutschen Raum“. So entstanden beispielsweise „40 Jahre vor Napoleon, der gemeinhin als Initiator des Chausseebaus gilt, […] die Chausseen von Hannover nach Hameln, Göttingen, Nienburg-Osnabrück und Celle“.
Darüber hinaus schuf Jobst Anton von Hinüber – nach der Anlage des Gartens rund um den Hinüber’schen Posthof – den noch heute erhaltenen Hinüber’schen Garten bei Hannover-Marienwerder.(→ Karte). Er ist einer der ersten Landschaftsgärten im englischen Stil und beging in 2017 sein 250-jähriges Bestehen. Die Stadt Hannover hat hierzu 2017 eine Broschüre herausgegeben.

### Rechtswissenschaftler
Seit der „Mitte des 18. Jahrhunderts wandelte sich das Berufsbild der Familie“: Nun brachte sie überwiegend juristisch ausgebildete Amt- oder Oberamtmänner, Legations- oder Geheime Legationsräte, Hofräte, Geheime Kabinetts-, Oberappellations- bzw. Oberlandesgerichtsräte, Kanzleidirektoren, Geheime Kanzleisekretäre, Geheime Justizräte und ähnliche hervor. Zu den herausragenden Juristen zählten:
- Johann Heinrich von Hinüber (1695–1775), Oberamtmann zu Wildeshausen;[2]
- Carl Heinrich von Hinüber (1723–1792), Geheimer Sekretär der Deutschen Kanzlei zu London;[2]
- Georg Charlotte von Hinüber (1764–1828), Geheimer Kabinettsrat;[2]
- Adolph Friedrich von Hinüber (1769–1845), Kanzleidirektor;[2]
- Wilhelm Justus Julius von Hinüber (1797–1889), deutscher Jurist, Amtmann, Oberamtsrichter und Obstbaumkundler;
- Franz von Hinüber (1854–1929), Fürstlich reußischer Staatsminister zu Gera;[2]
- Oskar Leuer von Hinüber (1892–1961), Senatspräsident am Oberlandesgericht Celle.[2]

### Militärs
- Heinrich von Hinüber (1767–1833), der spätere Generalleutnant, war 1803 maßgeblich an der Bildung der Kings German Legion beteiligt; „Sir Henry“ erhielt unter anderem die Auszeichnung als „Knight Commander des Bath-Ordens“.[2]

## Nobilitierung
Am 21. März 1765 wurden Jobst-Anton Hinüber, Königlich großbritannischer und Kurfürstlich braunschweigischer Legationsrat, und am 31. August 1775 Johann Heinrich Hinüber, Königlich großbritannischer und Kurfürstlich braunschweigischer Oberamtmann zu Wildeshausen, in Wien in den Reichsadelsstand erhoben.

## Wappen
Das Wappen von 1765 zeigt in von Blau und Rot schrägrechts-geteiltem Schild ein springendes goldenes Reh. Auf dem Helm mit rechts blau-goldenen und links rot-goldenen Decken das Reh wachsend vor drei blauen, einer goldenen und drei roten Straußenfedern. - Der Wappenspruch lautet: „Et Amor et Fides“ (und Liebe und Treue).

## Hinübersches Erbgewölbe
Das Hinübersche Erbgewölbe ist eine Erbbegräbnis-Einrichtung der Familie von Hinüber. Die Gruft wurde – mit einem Gewölbe überdacht – „unter der Kapelle des St. Nikolaifriedhofs“ in Hannover errichtet, worin dann etwa Jobst Anton von Hinüber beigesetzt wurde.
Darüber hinaus findet sich an der Nikolaikapelle ein Wandmal für Hans Hinüber (1618–1680) und dessen Ehefrau Juliane Margarethe Hinüber (→ Karte).
Im Rahmen des innerstädtischen Umbaukonzeptes Hannover City 2020 + wurden die nach dem Zweiten Weltkrieg über den Alter St.-Nikolai-Friedhof geführten Straßenzüge Goseriede und Celler Straße seit 2012 teilweise wieder verkleinert. Für die Anlage eines Radboulevards sowie eines gepflasterten Platzes fanden im November 2012 am Südende des heutigen Gartendenkmals nahe der Nikolaikapelle weitere Bauarbeiten statt, wobei es durch unsachgemäßen Aushub mit einem Bagger zur Eröffnung mehrerer Grabstätten und dadurch zur Freilegung menschlicher Gebeine kam. Eine vorher unbekannte Gruft an der Nikolaikapelle wurde zerstört und anschließend mit Bausand verfüllt. Nach Protesten von Bürgern und einer kritischen Berichterstattung der Hannoverschen Allgemeinen Zeitung wurde im Beisein des Niedersächsischen Landesamtes für Denkmalpflege ein sofortiger Baustopp verfügt und gravierende Planungsfehler bemängelt. Vor einer Fortsetzung der Arbeiten soll, da Hannover keinen eigenen städtischen Archäologen beschäftigt, ein auf archäologische Arbeiten spezialisiertes Unternehmen hinzugezogen werden, das dann die weiteren Arbeiten begleiten soll. Die freigelegten Gebeine wurden im Rahmen einer kleinen Zeremonie wieder beigesetzt.

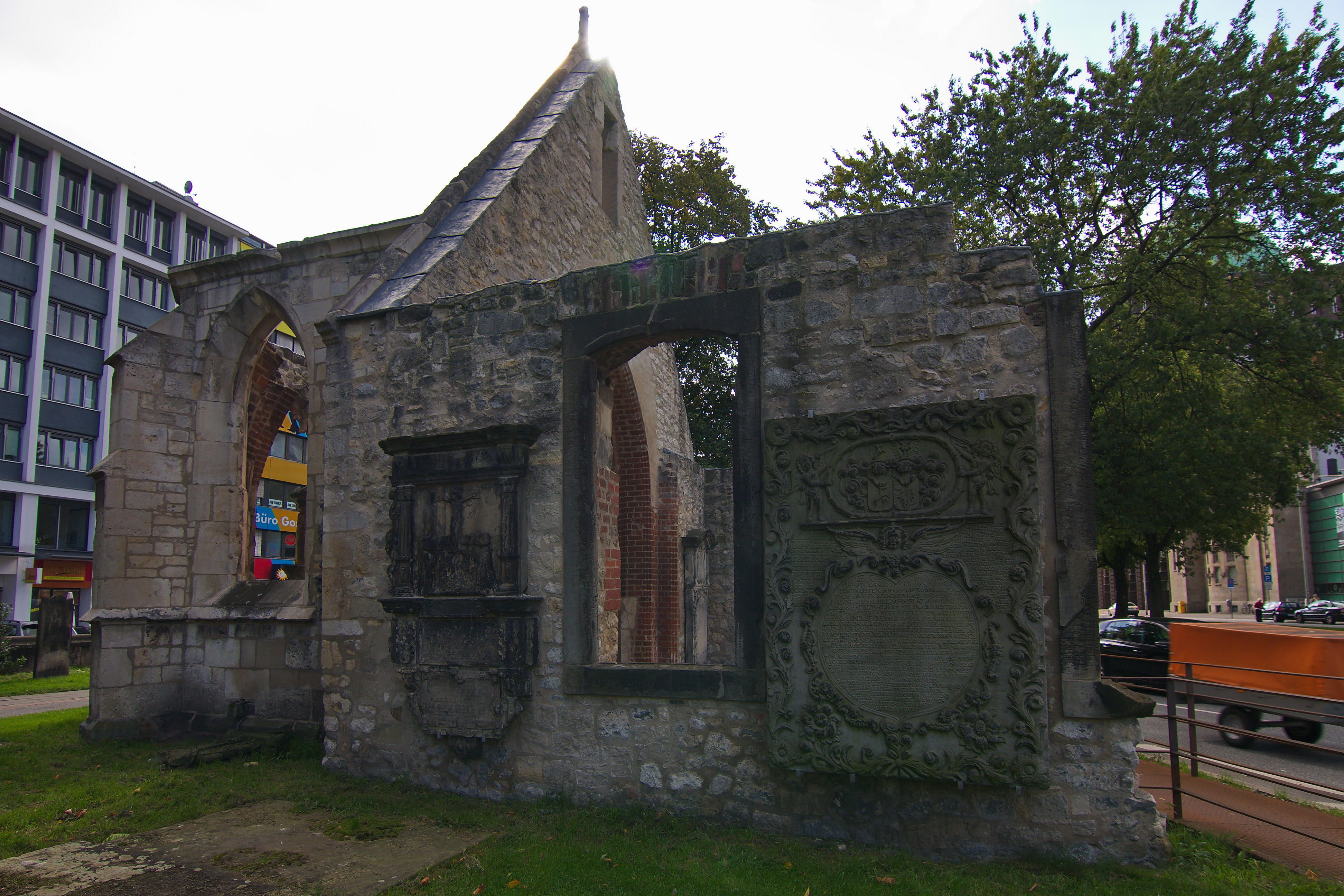
Wandmal (ganz rechts) für Hans Hinüber und Juliane Margarethe Hinüber vor den Umbauarbeiten
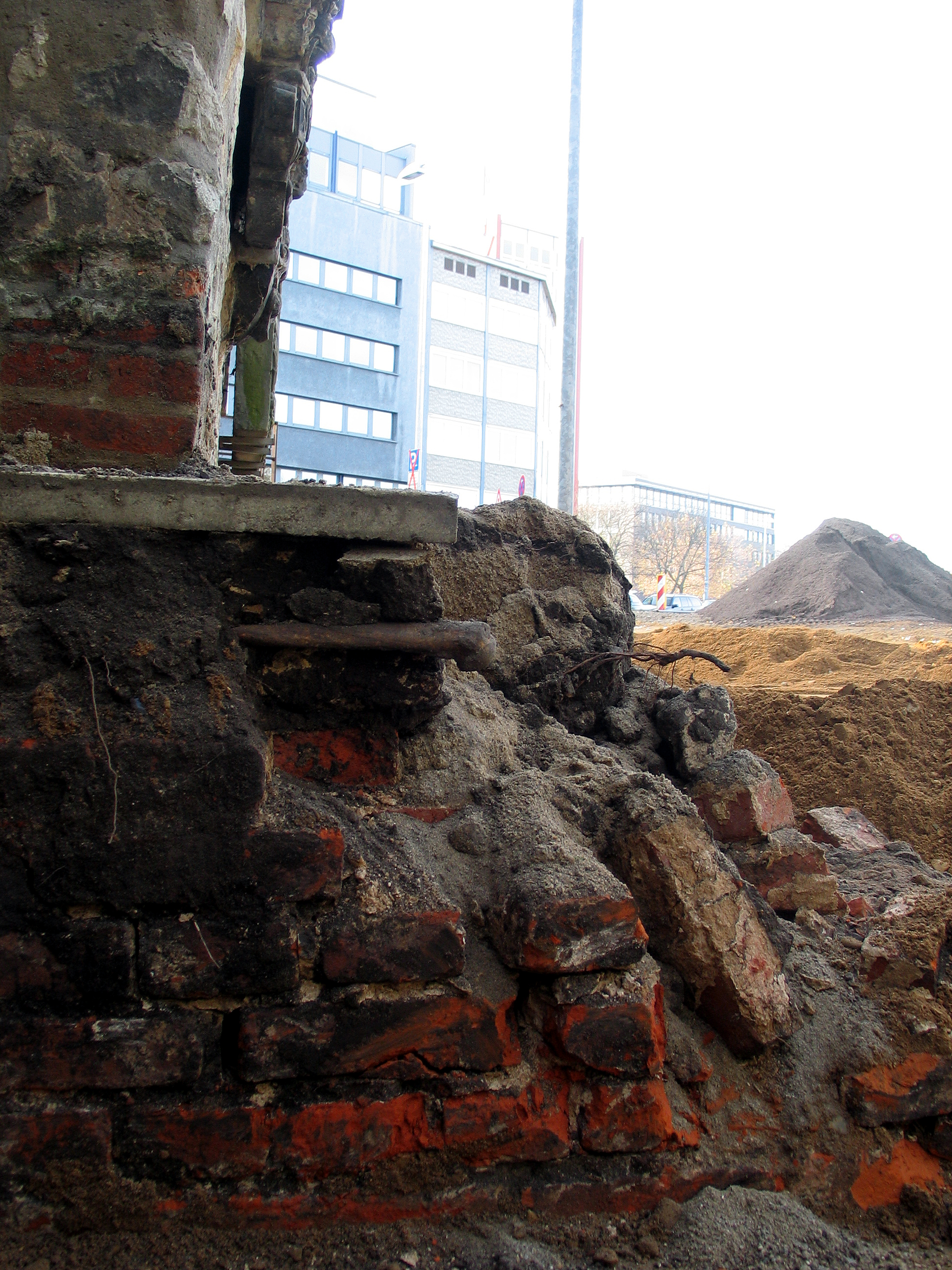
Gebeine an einer freigelegten Gruft
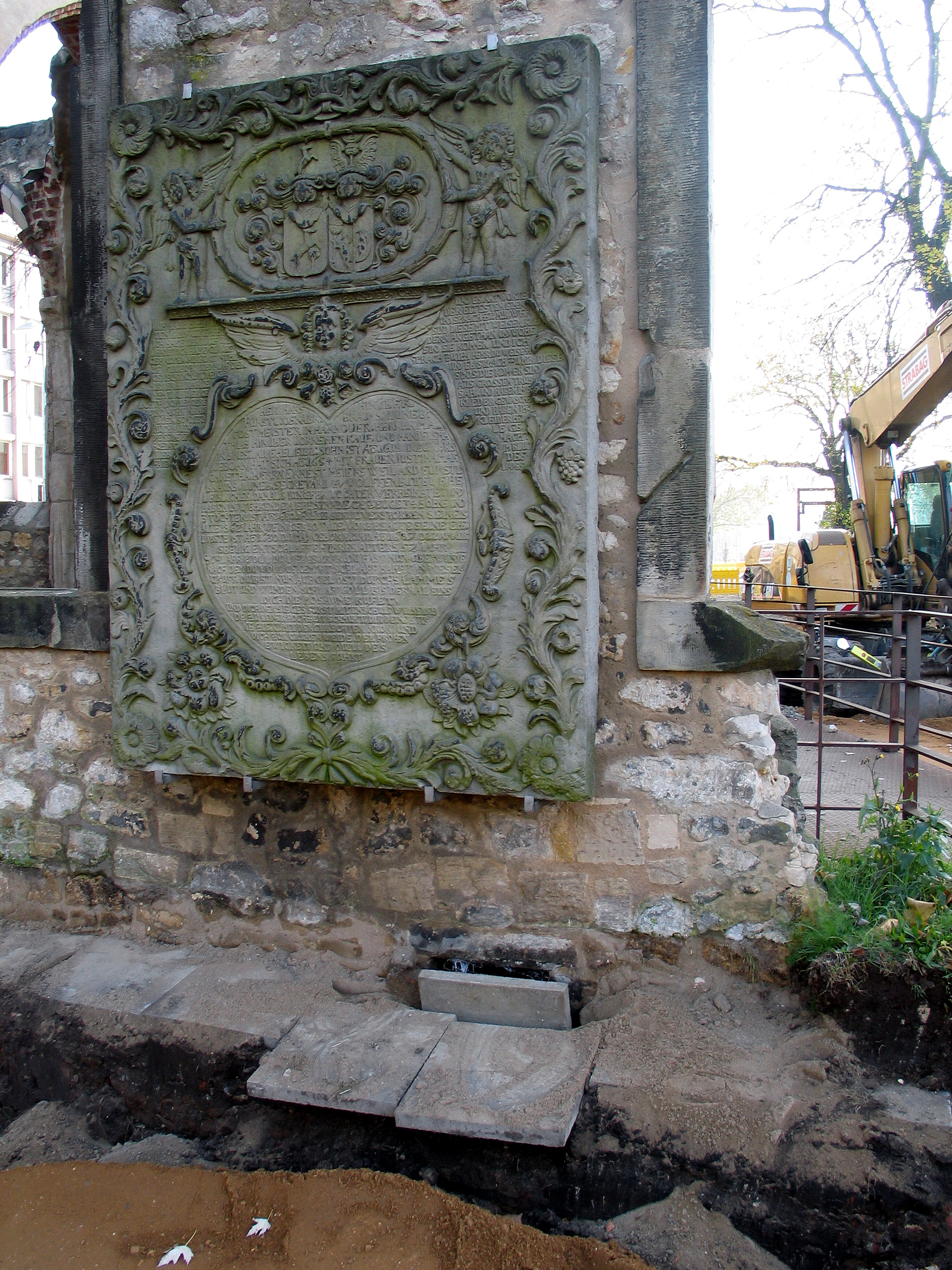
Notdürftig wieder verschlossene Öffnung unterhalb des Wandmals von Hans von Hinüber
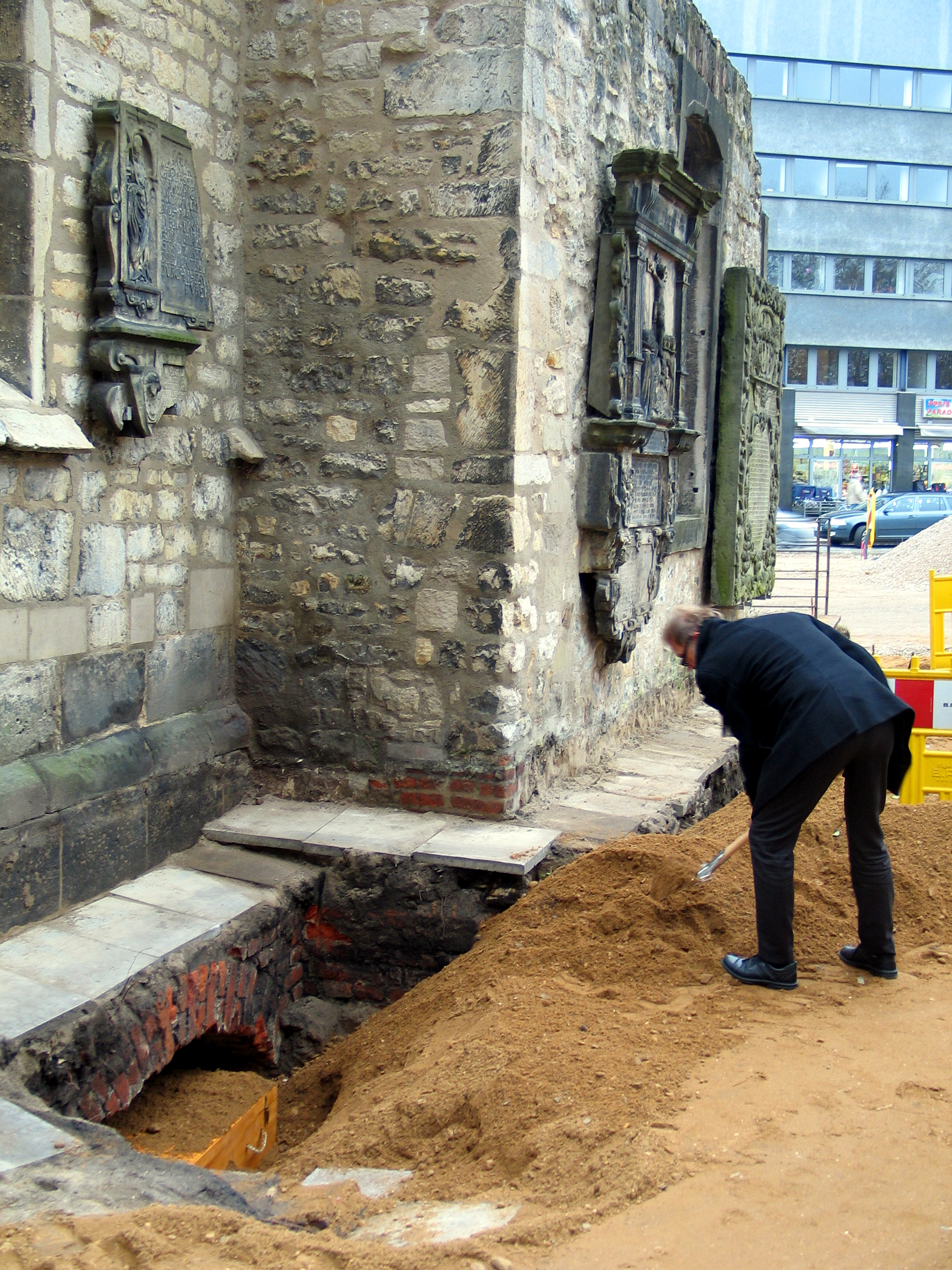
Baudezernent Uwe Bodemann bei der erneuten Beisetzung von Knochen
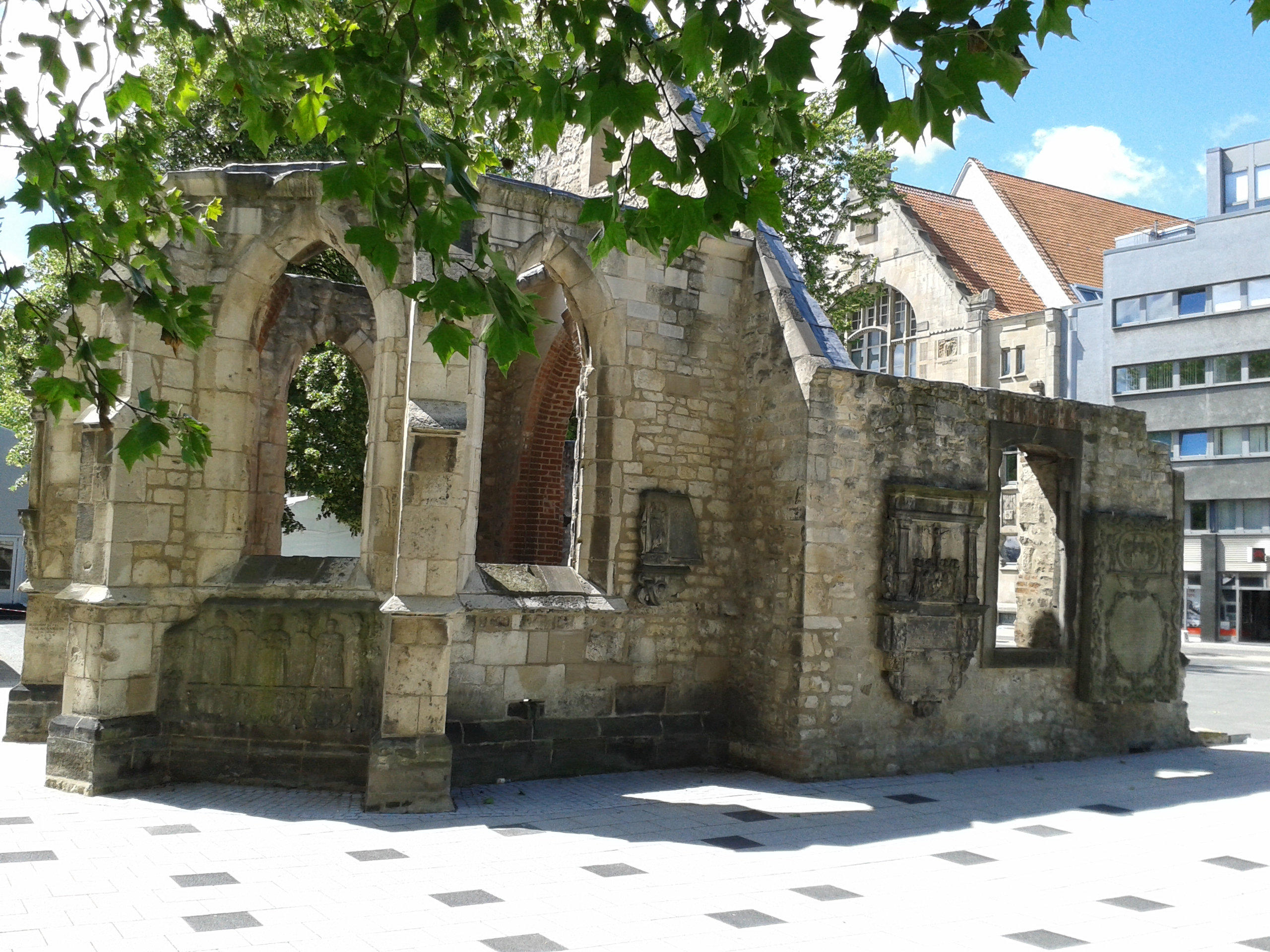
Nikolaikapelle Anfang Juni 2014
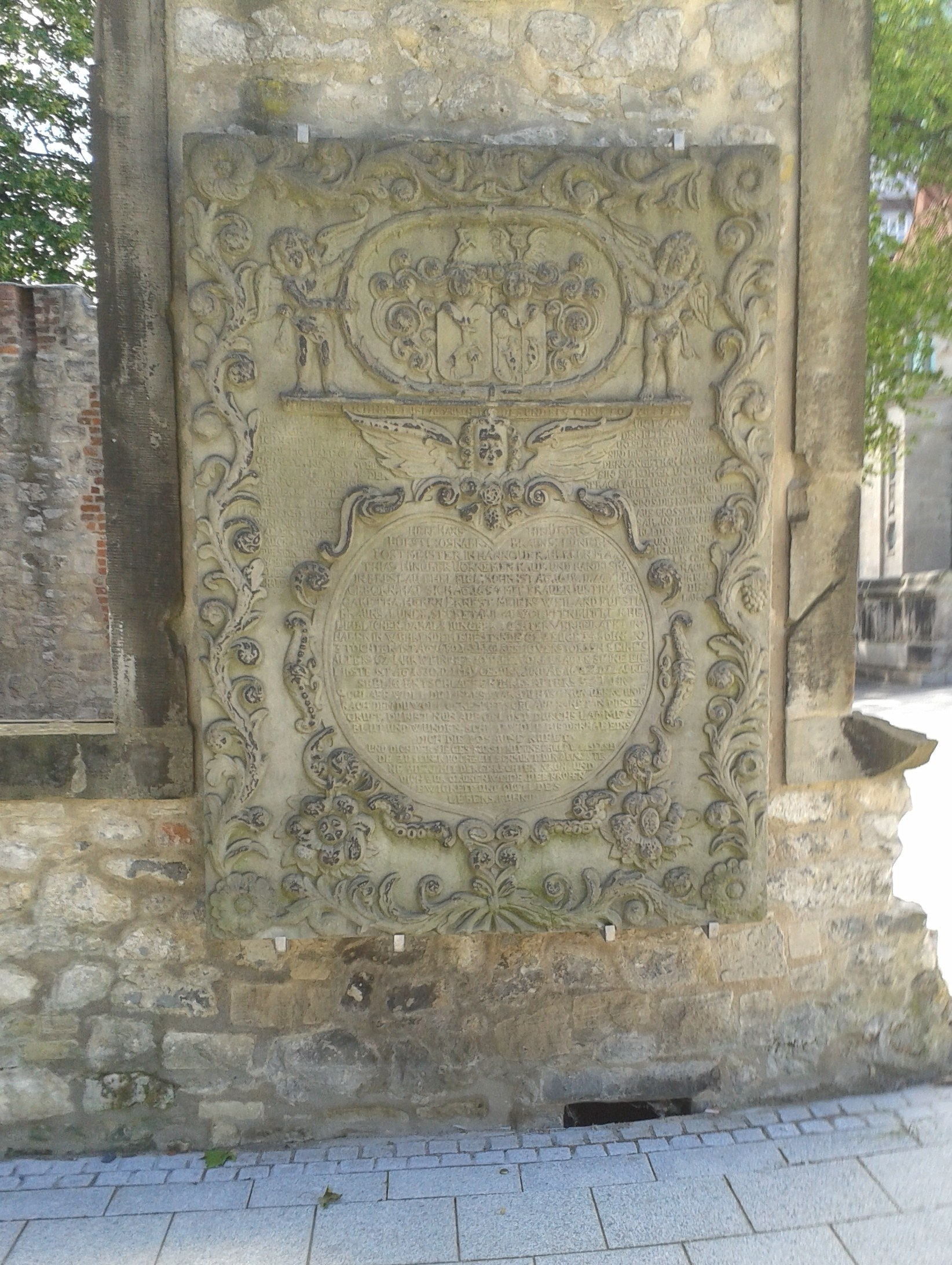
Wandmal Zustand Anfang Juni 2014

## Hinüberstraße
Die 1853 angelegte Hinüberstraße in Hannover, Stadtteil Mitte, wurde nach der Familie Hinüber benannt, die hier ein großes Grundstück besaß. (→ Karte)

## Exponate im Historischen Museum Hannover
Das Historische Museum Hannover ist im Besitz von mehreren Erinnerungsstücken aus der Familie von Hinüber. Mitte 2007 wurde im Museum eine kleine Ausstellung gezeigt, die sich speziell dieser hannoverschen Familie widmete.(→ Karte)

## Die Familie von Hinüber in der Gegenwart
Die Familie ist heute in mehreren Zweigen in ganz Deutschland präsent. Sie hält alle zwei Jahre an wechselnden Orten in Deutschland ein Familientreffen ab und publiziert seit 1903 ein eigenes Periodikum, die von Hinüber’sche Familienzeitung, herausgegeben durch den „von Hinüber’scher Familienverband“, Burgdorf, sowie eine eigene Internet-Seite, auf der im öffentlichen Teil mehrere Publikationen zu finden sind.